# Агельтруда
Агельтруда (Агильтруда; ум. 27 августа 923) — императрица Запада и королева Италии, супруга Гвидо Сполетского (правил в 891—894 годах) и мать Ламберта Сполетского (правил в 894—898 годах). Была регентом своего сына и всячески настраивала его против заклятых врагов, Каролингов.
Она была дочерью князя Беневенто Адельхиза и Адельтруды. Она вышла замуж за Гвидо Сполетского в начале 880-х годов, когда он был всего лишь герцогом и маркграфом Сполето и Камерино.
В 894 году она сопровождала своего 14-летнего сына Ламберта в Рим, чтобы папа Формоз, который поддерживал претендента Арнульфа Каринтийского, подтвердил его титул императора. В 896 году она и её сын укрылись в Сполето, когда Арнульф вошёл в Рим и был коронован вместо Ламберта. Вскоре Арнульфа парализовало в результате инсульта, а Формоз умер. Агельтруда вмешалась, и, чтобы утвердить свою власть в Риме, и сделала так, что новым папой был выбран её кандидат — Стефан VI. По её и Ламберта просьбе тело Формоза было извлечено из могилы и одето в папские одежды; труп судили, приговорили, а затем расчленили и бросили в Тибр. Это вошло в историю как «Трупный синод». Ламберт стал королём Италии Ламбертом II.